# Koule (film)
Koule je americký sci-fi film. V hlavních rolích hrají Dustin Hoffman, Sharon Stone a Samuel L. Jackson. Film vychází ze stejnojmenné knižní předlohy amerického spisovatele Michala Crichtona.

## Děj
Na mořském dně je nalezena vesmírná loď, která zde leží již tři sta let. Norman Goodman (Dustin Hoffman), který kdysi pro vládu vytvořil směrnice jak se zachovat při setkání s mimozemským životem, je pověřen coby vedoucí skupiny lidí, které kdysi též sám navrhl, prozkoumat loď a případně navázat kontakt s mimozemskou civilizací. Při vstupu do lodi však záhy zjistí, že loď není mimozemská, ale americká.
V nákladovém prostoru lodi najdou zvláštní kovovou kouli. Současně s nálezem koule začíná na hladině tichomořský cyklón, který odřízne výzkumníky od civilizace a možnosti návratu na hladinu. Během této doby vstoupil Harry Adams (Samuel L. Jackson) do koule. Po jeho návratu se začnou dít podivné události, které zapříčiňují smrt některých členů posádky.